# NGC 2659
NGC 2659 ist ein offener Sternhaufen im Sternbild Segel des Schiffs und hat eine Winkelausdehnung von 15,0' und eine scheinbare Helligkeit von 8,6 mag. Er wurde am 3. Februar 1835 von John Herschel entdeckt.